# Xanthorhoe ligularia
Xanthorhoe ligularia är en fjärilsart som beskrevs av Achille Guenée 1858. Xanthorhoe ligularia ingår i släktet Xanthorhoe och familjen mätare. Inga underarter finns listade i Catalogue of Life.